# Renard roux d'Arabie
Vulpes vulpes arabica
Sous-espèce
Le Renard roux d'Arabie (Vulpes vulpes arabica) est une sous-espèce de renard de la famille des Canidae.

## Description
Il est assez semblable au Renard roux commun notamment en Europe, mais il est plus svelte et ses oreilles sont plus grandes. Il est bien adapté au désert.

## Distribution
Il se rencontre dans la péninsule Arabique, notamment dans la région de Mascate (Oman).